# James M. Early
James M. Early (* 25. Juli 1922 in Syracuse, New York; † 12. Januar 2004 in Palo Alto, Kalifornien) war ein US-amerikanischer Elektrotechnik-Ingenieur. Er wurde bekannt durch seine Arbeiten auf dem Gebiet der Halbleiter-Entwicklung, insbesondere durch den nach ihm benannten Early-Effekt bei Transistoren.

## Leben
James M. Early wurde in Syracuse in den Vereinigten Staaten als zweites von neun Geschwistern geboren. Er studierte zuerst am New York State College of Forestry in seiner Heimatstadt und erwarb dort 1943 den Bachelor of Science in Zellstoff- und Papierherstellung. Während seiner Dienstzeit in der U.S. Army lernte er an der Ohio State University die Elektrotechnik kennen und schätzen, so dass er sich dort anschließend als Vollzeitstudent einschrieb, 1948 den Master of Science erlangte und das Studium 1951 mit erfolgreicher Promotion abschloss.
Im September 1951 begann er seine Tätigkeit an den Bell Labs in Murray Hill, New Jersey.
In den darauf folgenden 18 Jahren bei Bell, erforschte er die theoretischen Grundlagen für die Herstellung bipolarer Transistoren, entdeckte die Veränderung der Raumladungszonenbreite, bekannt als Early-Effekt, entwickelte Transistoren und Solarzellen für die ersten Satelliten und war maßgeblich an der Entwicklung der ersten integrierten Schaltkreise (IC) beteiligt.
Im September 1969 verließ er als Direktor des Halbleiterbauelemente-Labors in Allentown (Pennsylvania) die Bell Labs und begann bei Fairchild Semiconductor als Leiter der Forschung und Entwicklung. Unter seiner Führung und seiner persönlichen Mitwirkung wurden hier viele neue Techniken entwickelt, unter anderem:
- der bipolare Isoplanar-Prozess in der Halbleitertechnologie,
- die Prototypen der ersten Halbleiterspeicher,
- die „Buried-channel“-Technologie für CCD-Fotosensoren, die deren Einsatzmöglichkeit unter schwierigen Lichtverhältnissen deutlich verbesserte,
- die Prototypen der CMOS-IC-Serie 4000C in 15-Volt-Technik,
- die ECL-IC-Serie 100K.

Unter seiner Führung setzte Fairchild 1970 als erster Halbleiterhersteller einen Ionenimplanter und 1977 die erste kommerziell verfügbare Anlage zur Elektronenstrahllithografie, eine MEBES-1 der Etec Systems, ein. Ab 1983 arbeitete Early nur noch als technischer Berater um sich dann 1986 aus dem Berufsleben zurückzuziehen in dessen Verlauf er eine Vielzahl an technischen Artikeln veröffentlichte und 14 Patente erhielt.
James Early verstarb im Alter von 81 Jahren und hinterließ eine Frau, einen Sohn und sieben Töchter.

## Schriften
- Effects of space-charge layer widening in junction transistors. In: Proceedings of the IRE. 40, 1952, S. 1401–1406.

## Auszeichnungen
Für seine Ergebnisse ist Early mehrfach ausgezeichnet worden:
- 1967 Texnikoi Award des College of Engineering der Ohio State University
- 1979 J.J. Ebers Award der IEEE Electron Device Society

Early war unter anderem Fellow of the IEEE, Fellow of the American Association for the Advancement of Science, Mitglied der American Physical Society, der Sigma Xi und einer Vielzahl von Gremien.